# William Anderson (Politikwissenschaftler)
William Anderson (* 1888 in Minneapolis; † 1975 ebenda) war ein US-amerikanischer Politikwissenschaftler und Professor an der University of Minnesota. Er amtierte 1941/42 als Präsident der American Political Science Association (APSA).
Andreson verbrachte sein gesamtes akademisches Leben an der University of Minnesota, an der er 1913 sein Studium abschloss und von 1916 bis 1957 Politikwissenschaft lehrte.  Von 1927 bis 1932 und von 1937 bis 1947 war er Dekan des Department of Political Science. 1967 wurde zu seinen Ehren die Anderson Hall auf dem Campus der Universität errichtet.

## Schriften (Auswahl)
- Intergovernmental fiscal relations. University of Minnesota Press, Minneapolis 1956.
- Mit Sophia Hall Glidden: A system of classification for political science collections, with special reference to the needs of municipal and governmental research libraries. University of Minnesota Press, Minneapolis 1928.